# ۹۸۹ (میلادی)
۹۸۹ (میلادی) نهصد و هشتاد و نهمین سال تقویم میلادی است.

## درگذشتگان
‎